# Tisens
Tisens (wł. Tesimo) – miejscowość i gmina we Włoszech, w regionie Trydent-Górna Adyga, w prowincji Bolzano (Tyrol Południowy).
Liczba mieszkańców gminy wynosiła 1850 (dane z roku 2009). Język niemiecki jest językiem ojczystym dla 98,47%, włoski dla 1,35%, a ladyński dla 0,18% mieszkańców (2001).